# Chantal Daucourt
Chantal Daucourt (Biel, 23 juni 1966) is een voormalig Zwitsers mountainbikester. Ze vertegenwoordigde haar vaderland eenmaal bij de Olympische Spelen: in 2000 in Sydney. Daar eindigde ze op de elfde plaats in de eindrangschikking, op ruim zeven minuten van winnares Paola Pezzo uit Italië. In 1993 won Daucourt de Europese titel op het onderdeel cross country.

## Erelijst

### Mountainbike
1991
- 2e in WB-wedstrijd Groesbeek
- 3e in WB-wedstrijd Berlijn

1992
- Europese kampioenschappen
- 1e in WB-wedstrijd Hunter Mountain
- 2e in WB-wedstrijd Kirchzarten
- 3e in WB-wedstrijd Klosters
- 1e in WB-wedstrijd Mount Snow

1993
- 3e in WB-wedstrijd Bassano del Grappa
- Europese kampioenschappen
- 3e in WB-wedstrijd Mount Snow

1994
- 3e in WB-wedstrijd Lenzerheide
- 3e in WB-wedstrijd Mount Snow

1995
- Wereldkampioenschappen
- 3e in WB-wedstrijd Madrid

1996
- 3e in WB-wedstrijd Kristiansand
- 3e in WB-wedstrijd Hawaï

1997
- Zwitsers kampioenschap
- Europese kampioenschappen
- 3e in WB-wedstrijd Sankt-Wendel
- 2e in WB-wedstrijd Mont-Sainte-Anne
- 3e in WB-eindstand

1998
- Zwitsers kampioenschap
- 1e in WB-wedstrijd Boedapest
- 2e in WB-wedstrijd Canmore
- Giro del Lago Maggiore

2000
- 11e Olympische Spelen